# Robert Carr, 1. hrabě ze Somersetu
Robert Carr, 1. hrabě ze Somersetu, KG (cca 1587 – 17. července 1645), vlastním jménem Robert Kerr byl skotským a anglickým politikem a oblíbencem krále Jakuba I.

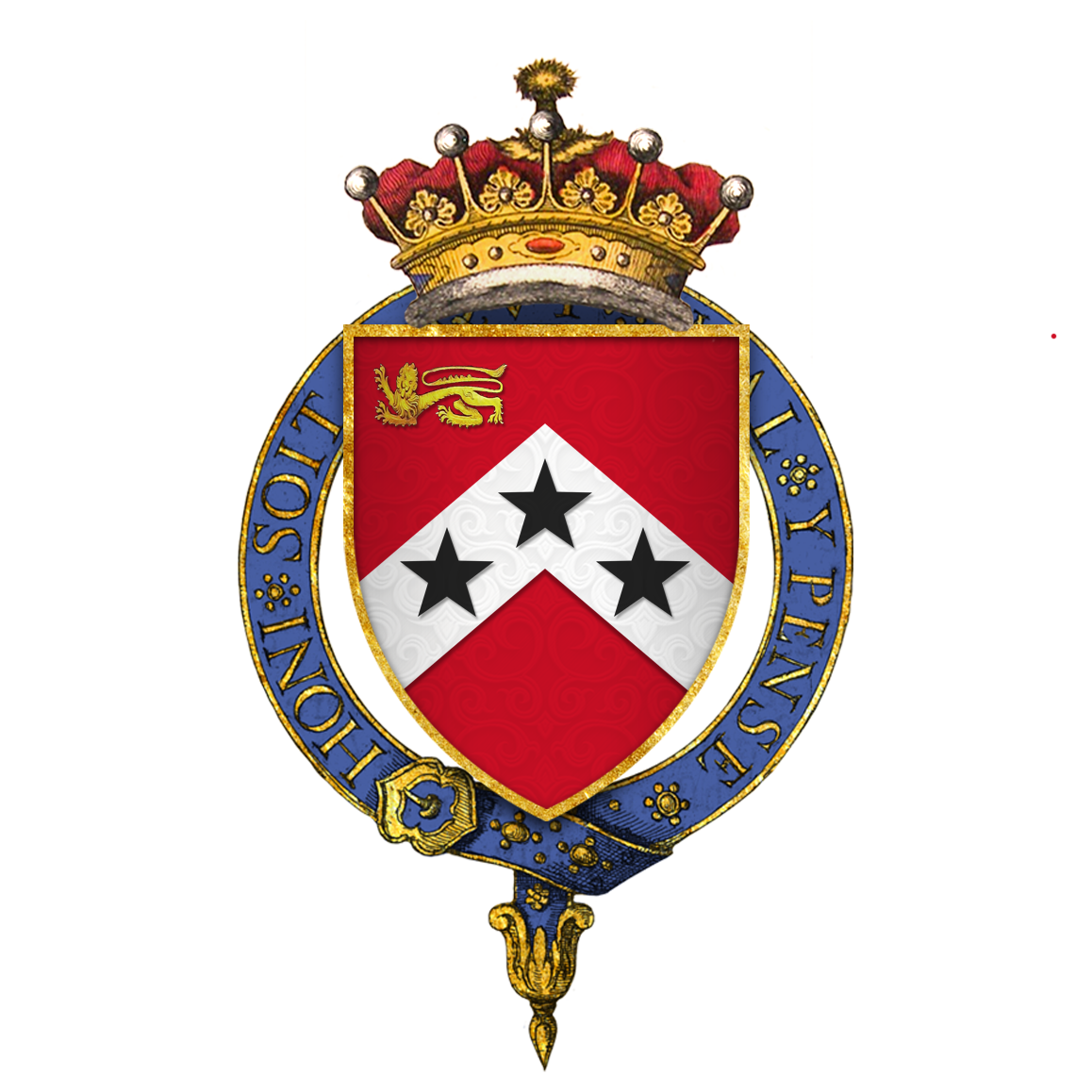
Erb Sir Robert Carr, 1. hrabě z Somersetu, KG

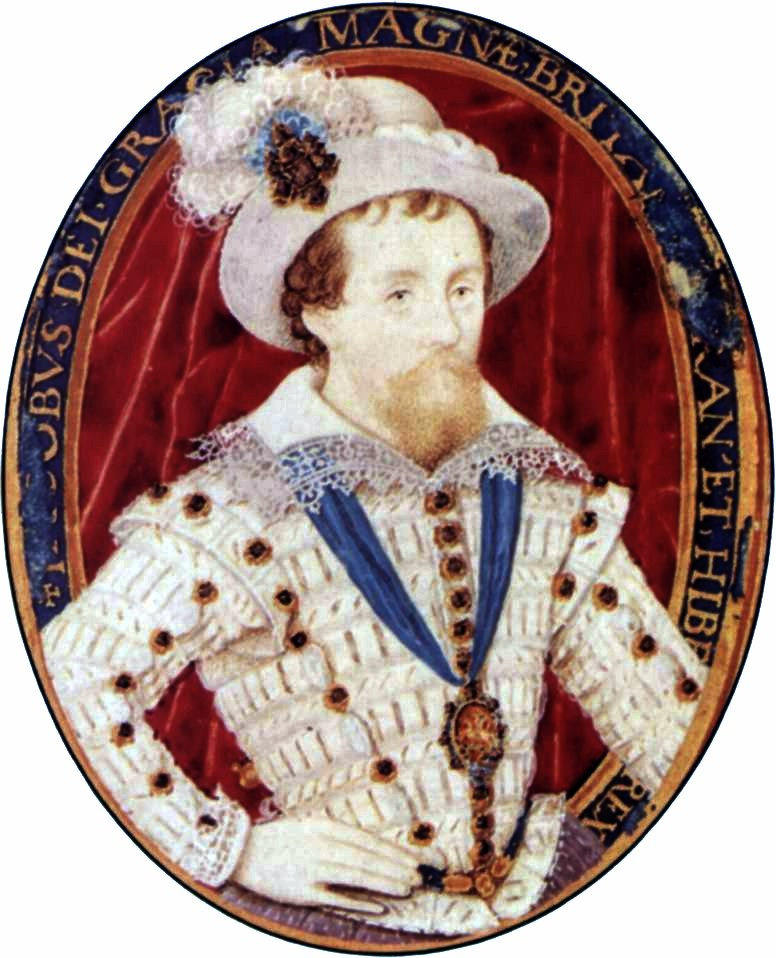
Portrét Jakuba I. anglického, 1603–1609, autor Nicholas Hilliard

## Pozadí
Narodil se ve Wringtonu v Anglii jako mladší syn sira Thomase Kerra z Ferniehurstu ve Skotsku a jeho druhé ženy Janet, sestry Waltera Scotta, 4. barona z Buccleuch (1549–1574). Walter Scott byl hlavou rodiny a přes své mládí hrál prominentní roli v turbulentní politice skotského 16. století. V roce 1601 se setkal s Thomasem Overburym v Edinburghu a s Georgem Homem, 1. hrabětem z Dunbaru. Stali se přáteli a společně odcestovali do Londýna. Overbury se brzy stal Carrovým tajemníkem. Carrova kariéra u dvora stoupala, Overbury brzy převzal postavení Carrova rádce, tajemníka a politického poradce svého charismatičtějšího přítele a stal se mozkem stojícím za Carrovou stoupající kariérou u dvora.

## Králův oblíbenec
V roce 1607 si Carr zlomil nohu při účasti na rytířském turnaji. Turnaje se zúčastnil i král Jakub I. Stuart. Podle Thomase Howarda, 1. hraběte ze Suffolku, se král okamžitě do mladého muže zamiloval, dokonce ho pomáhal ošetřovat během jeho rekonvalescence, zatímco ho učil latinsky. Král mladému Carrovi i po uzdravení projevoval přízeň a pasoval ho na rytíře. Sir Walter Raleigh propůjčil svému příteli k užívání zámek Sherborne Castle. Převedl na něho vlastnická práva, i když podle práva měl zdědit majetek jeho syn. (Tento převod pomohl kodifikovat mnoho právních aspektů Spojeného království – primogeniture, které jsou dodnes v praxi.) Bohužel pro Raleigha byl tento dokument využit králem, který na radu Roberta Cecila, 1. hrabě z Salisbury, svého tajemníka, převedl panství na Roberta Carra. Carrův vliv na krále byl takový, že v roce 1610 pomáhal přesvědčit krále, aby rozpustil parlament, který jevil snahu útočit na královy skotské oblíbence. V březnu 1611 dostal titul vikomta z Rochesteru a stal se členem Tajné rady, téhož roku obdržel nejvyšší anglické vyznamenání, Podvazkový řád. Následně dosáhl i nejvyšších postů ve státní správě a u dvora, byl státním sekretářem (1612–1614), lordem nejvyšším komořím (1613–1615), krátce zastával i prestižní hodnost lorda strážce pěti přístavů (1614–1615).

## Sňatek s Frances Howardovou

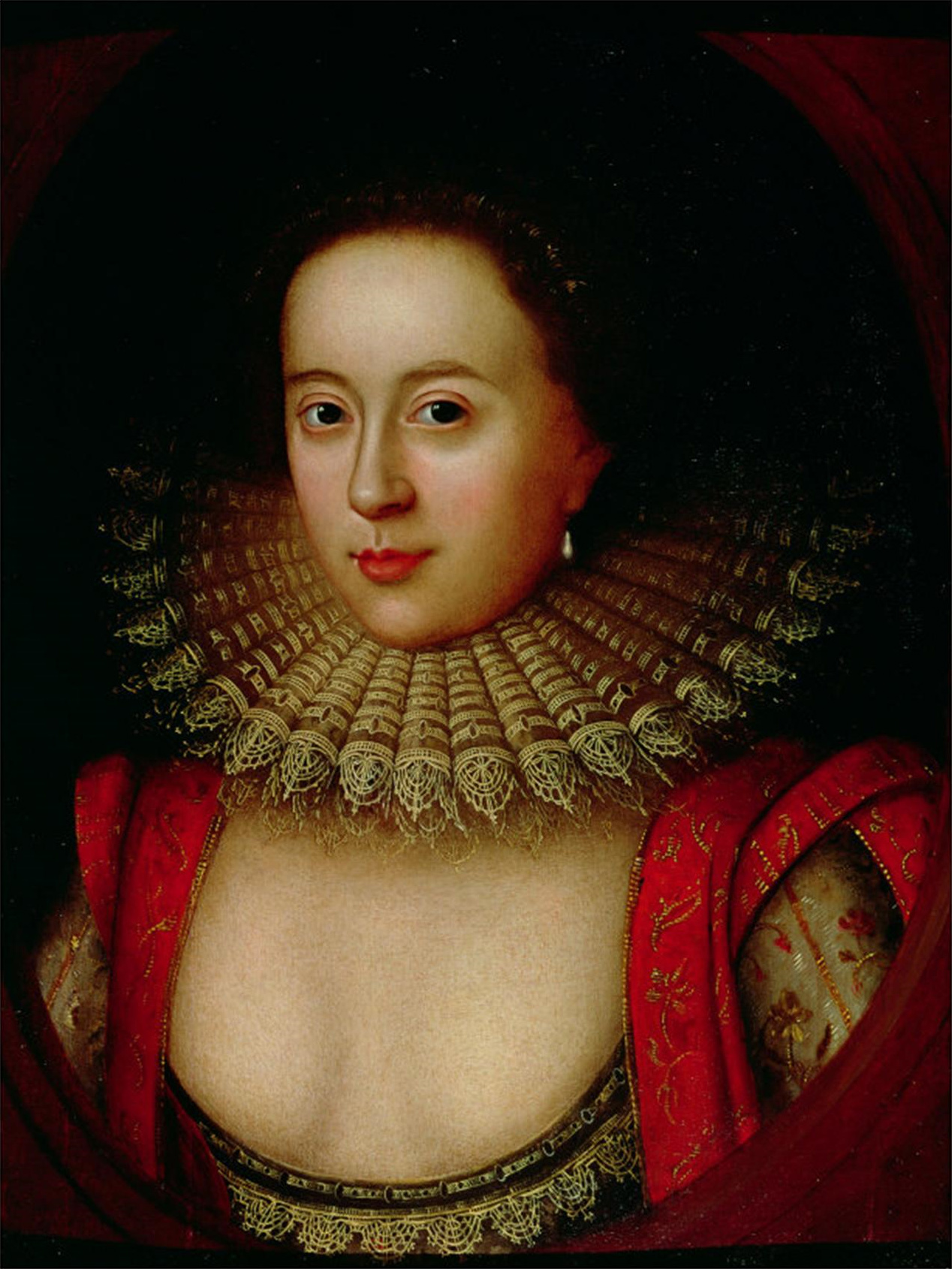
Portrét Frances Howardové, William Larkin, kolem 1615

Když v roce 1612 Jakubův první ministr Robert Cecil, 1. hrabě ze Salisbury, zemřel, převzal Carr mnoho z jeho povinností. Úmrtí lorda Cecila odhalilo neschopnost krále podílet se na oficiálních činnostech vlády a poskytlo příležitost ke vzniku frakcí. Tehdy se rozhodla skupina složená z Henryho Howarda, 1. lorda z Northamptonu, Thomase Howarda, 1. lorda ze Suffolku, jeho zetě Williama Knollyse, 1. lorda z Banbury, a Charlese Howarda, 1. lorda z Nottinghamu, spolu se sirem Thomasem Lakem převzít kontrolu nad vládou. Dokonce i králův oblíbenec Carr, který sotva převzal své úkoly ve vládě a byl zcela závislý na svém důvěrném příteli Thomasovi Overburym a jeho pomoci s vládními dokumenty, se dostal do tábora Howardů, a to poté, když se stal důvěrným přítelem Frances Howardové, lady z Essexu, dcerou hraběte ze Suffolku. Overbury frakci Howardů nedůvěřoval. Radil Carrovi, aby Frances opustil, varoval jej před tímto manželstvím. V tom okamžiku se situace pro Carra změnila ve smrtící duel mezi Frances, jeho milenkou, a Overburym, jeho přítelem. Overbury napsal báseň, jež mohla být vykládána jako výraz neúcty ke královně Anně Dánské, manželce Jakuba I. Stuarta. Frakce Howardů dosáhla obvinění Overburyho z neúcty ke královně. Ve snaze zamezit skandálu král Jakub I. nabídl Overburymu místo velvyslance u dvora ruského cara Michaila I. Fjodoroviče. Overbury nabídku odmítl, chtěl zůstat v Anglii a chránit svého přítele. Overburyho arogance krále nejen překvapila, ale hlavně urazila, a tak byl básník 22. dubna 1613 vsazen do vězení v Toweru, kde 14. září 1613 zemřel za nevyjasněných okolností. Dne 25. září 1613, s podporou krále, získala lady Essex prohlášení o neplatnosti manželství s Robertem Devereux, 3. hrabětem z Essexu. Dne 3. listopadu 1613 dostal Carr titul hrabě ze Somersetu, 23. prosince byl jmenován hlavním pokladníkem Skotska. Dne 26. prosince se lady Frances Essex vdala za Roberta Carra.

## Skandál a pád
Až do roku 1615 se Somerset těšil přízni krále Jakuba, který věnoval hraběti mnoho darů. V roce 1615 se král se Somersetem nepohodl a hrabě byl nahrazen Georgem Villiersem, 1. vévodou z Buckinghamu (titul vévoda z Buckinghamu Villiersovi udělil král Jakub I.). Král také v tomto roce poslal dopis, ve kterém si na Somerseta stěžoval a podrobně popisoval potíže, které s hrabětem měl. I přesto si Somerset stále zachoval jistou královu přízeň a pravděpodobně zůstal u moci ještě delší dobu. To skončilo v červenci 1615 s obviněním na účasti na vraždě Thomase Overburyho. Sledovaný proces vedl proti obviněným sir Edward Coke, anglický advokát, soudce a politik, považovaný za největšího právníka alžbětinské éry, a Francis Bacon, generální prokurátor a lord kancléř Anglie. Čtyři hlavní obvinění – Richard Weston, Anne Turnerová, Gervaise Helwysová a Simon Franklin – byli shledáni vinnými a byli odsouzeni k trestu smrti oběšením. Poprava byla vykonána v Tyburnu (dnešní Oxford Street), jež sloužil jako popravčí místo. Somerset a Howardová byli také odsouzeni k trestu smrti, na jehož vykonání čekali v Toweru, ale protože měli mocné přímluvce, trest nebyl uplatněn ani proti jednomu z nich. Frances Howardová se přiznala a o její vině není pochyb. Somersetův podíl je mnohem obtížnější odhalit a pravděpodobně nikdy nebude plně znám. Důkazy proti němu spočívaly na pouhém předpokladu a on se neustále prohlašoval za nevinného. Je pravděpodobné, že hrabě nebyl ve skutečnosti hlavním organizátorem vraždy, ale pouhým spoluviníkem. Pro spiklence nemuselo být obtížné zajistit Jakubovu tichou součinnost na odstranění Overburyho, neboť král ho neměl rád pro jeho vliv na Carra. To mohl být důvod králových obav, co všechno by mohl Somerset u soudu zveřejnit, a proto ho nechal uvěznit v Toweru. Opakovaně však posílal do vězení dopisy, ve kterých prosil Somerseta, aby přiznal svou vinu výměnou za odpuštění trestu. Somerset to však odmítl. Frances Howardová dosáhla okamžitého odpuštění, ale oba zůstali v Toweru až do roku 1622. Zdá se, že Somerset odmítl vykoupit si odpuštění výměnou za ústupky králi. Nezískal si odpuštění až do roku 1624. Na veřejnosti se objevil jen jednou, když v roce 1630 stanul před Hvězdnou komorou. Byl obviněn, že zprostředkoval doručení zprávy Roberta Dudleyho Johnu Hollesovi, 1. hraběti z Clare, doporučující změnu vlády. Spojení krále Jakuba I. Stuarta s tímto skandálem vyvolalo velké pobouření a v očích veřejnosti nenapravitelně poškodilo obraz jeho dvora jako místo plné korupce a zkaženosti.
Somerset zemřel v červenci 1645. Jeho jediná dcera Anne Carrová se stala manželkou Williama Russella, 1. vévody z Bedfordu.